# Mario Vecchiato
Mario Vecchiato (ur. 24 października 1948 w Udine) – włoski lekkoatleta, młociarz.
W 1971 w Izmirze zdobył srebrny medal igrzysk śródziemnomorskich. Na Igrzyskach Olimpijskich w Monachium w 1972 zajął dziewiąte miejsce. Trzykrotnie był mistrzem Włoch (1970, 1971, 1972). 
Swój rekord życiowy (74,36 m) ustanowił 10 września 1972 w Gorycji.